# نیکس (قمر)
نیکس (به انگلیسی: Nix) یک قمر طبیعی پلوتون است که در ژوئن ۲۰۰۵ همراه با هیدرا کشف شد و در ژوئیهٔ ۲۰۱۵ توسط مأموریت نیوهورایزنز از نزدیک بررسی شد.